# Rose Lokissim
Rose Lokissim   (Txad, 1953 - N'Djamena, 15 de maig de 1986) va ser una de les primeres dones soldat d'elit del Txad. Va lluitar contra la dictadura d'Hissène Habré durant la dècada del 1980.
Va ser arrestada per la policia secreta coneguda com a Directorat de Documentació i Seguretat (DDS) mentre feia contraban de documents per donar informació a les forces rebels que es van oposar a Habré.
La van portar a La Piscine i més tard va ser traslladada a la famosa presó coneguda com a Les Locaux. El 1984 va ser portada a la cel·la C. Aquesta cel·la sense finestres i humida era coneguda com la «cel·la de la mort» perquè cada dia hi morien presoners. Inicialment es va posar a la cel·la per a homes amb altres 60 homes. Després la van posar amb les dones per poc temps, però després de la seva fugida la van tornar a la cel·la dels homes. Va romandre-hi vuit mesos. Quan va tornar a la cel·la de les dones, es va dir que estava extremadament bruta, feia pudor, estava coberta de polls i tenia els cabells embolicats. Durant la seva estada a Les Locaux, va ajudar a enviar cartes d'altres presos a les seves famílies. Va ser torturada i finalment executada.
Els documents recuperats de les oficines abandonades del DDS van proporcionar informació sobre el seu darrer interrogatori celebrat el 15 de maig de 1986. Els seus captors van dir que Lokissim va declarar que «encara que mori a la presó, no se'n penedia, perquè el Txad li agrairà i la història parlarà sobre ella». Va ser executada aquell dia. Tenia 33 anys.
Lokissim és el tema de la pel·lícula-documental del 2015 titulada Parler de Rose (Parlar de Rose), dirigida per Isabel Coixet.

## Joventut
Rose Lokissim va créixer en una llar polígama en un petit poble del Txad. Rose va ser descrita com una persona passional i pacífica. Ella no va deixar que la seva edat o sexe l'impedís posar-se al càrrec quan feia falta en qualsevol situació determinada. Una membre de la família va explicar que durant un temps, el 1967, el seu pare només l'escoltava quan ella es barallava amb una de les seves esposes.

## La seva lluita contra Hissène Habré
Rose Lokissim es va convertir en una de les primers soldats d'elit del Txad a finals de la dècada del 1970. El Txad ha viscut moments difícils a causa de l'ascens al poder del seu 5è president, Hissène Habré. Molts van estar contra d'Hissène Habré a causa de la seva dictadura. El 1984, Rose es va unir a la lluita per portar justícia al Txad. Rose va ser arrestada el 14 de setembre de 1984 pel Directorat de Documentació i Seguretat (DDS).
Primer van portar a Rose a La Piscine. Aquesta primera presó era una piscina. Un home temible va dir a la DDS que Rose tenia previst escapar, per la qual cosa va ser transportada a un altre lloc.
Va passar la resta de la seva vida a Les Locaux. Rose va passar temps a la cel·la d'homes i de dones. La van qualificar de valenta i forta. Una supervivent que va conviure un temps amb Lokissim va declarar que Rose la va ajudar a salvar el seu nadó. Va animar els homes a mantenir-se forts perquè poguessin continuar lluitant un cop sortissin de la presó. Arriscant-se la vida, Rose va documentar totes les coses terribles que passaven dins de la presó i ho va enviar als familiars dels presoners.
El 15 de maig de 1986, Habré va conèixer les accions de Rose i va ordenar que l'executessin; va lluitar per la seva vida fins que va morir penjada amb una corda. Les seves darreres paraules van ser «Si moro, serà pel meu país i la meva família. La història parlarà de mi i m'agrairà els meus serveis a la nació txadiana».
La van enterrar en una fossa de la Plana de la Mort.

## Filmografia
Lokissim és el tema de la pel·lícula-documental Parler de Rose (2015), realitzada per Isabel Coixet, amb la veu de Juliette Binoche